# Демерец, Милислав
Милислав Демерец (англ. Milislav Demerec; 11 января 1895, Хрватска-Костайница, Хорватия — 12 апреля 1966) — американский генетик хорватского происхождения.

## Биография
Родился 11 января 1895 года в Хрватске-Костайнице (Австро-Венгрия, ныне Хорватия). В 1916 году окончил сельскохозяйственный колледж в Загребе. С 1916-по 1919 год работал на Крижевской экспериментальной станции в Югославии, с 1921-по 1923 год работал в Корнеллском университете. С 1923-по 1943 год работал в Институте Карнеги. В 1943 году был избран на должность директора данного института. Данную должность Милислав Демерец занимал до 1960 года. С 1960-по 1966 год работал в Брукхейвенской национальной лаборатории.
Скончался 12 апреля 1966 года.

## Научные работы
Основные научные исследования посвящены вопросам мутагенеза.
- 1941 — Установил существование генов-мутаторов.
- 1947-48 — Редактор сборника Успехи генетики.
- Принимал участие в создании высокопродуктивных штаммов пеницилла на основе мутагенеза.
- Один из первых руководителей симпозиумов по количественной биологии в Колд-Спринг-Харборе.

## Членство в обществах
- Член Национальной АН США.
- Член Американской академии искусств и наук.
- Член Датского королевского общества наук.
- Член ряда других академий наук.

## Награды и премии
- Кимберовская премия по генетике (1962).